# Obetia carruthersiana
Obetia carruthersiana là loài thực vật có hoa trong họ Tầm ma. Loài này được (Hiern) Rendle mô tả khoa học đầu tiên năm 1917.